# Biorresonancia
La biorresonancia o moraterapia es una práctica pseudocientífica médica que sus proponentes suponen un método alternativo de diagnóstico y tratamiento de enfermedades. Se propone que las ondas electromagnéticas pueden ser usadas para diagnosticar y tratar enfermedades humanas.
Según sus proponentes, cada enfermedad está asociada a un supuesto «desequilibrio biofísico-energético», y el tratamiento consistiría en «restablecer este equilibrio».
Como sucede en otras terapias llamadas alternativas, la descripción del funcionamiento de la biorresonancia es poco clara.
Su base teórica es que la materia viva emite ondas electromagnéticas propias, que en caso de enfermedad están alteradas respecto a un hipotético patrón normal.

## Historia y método

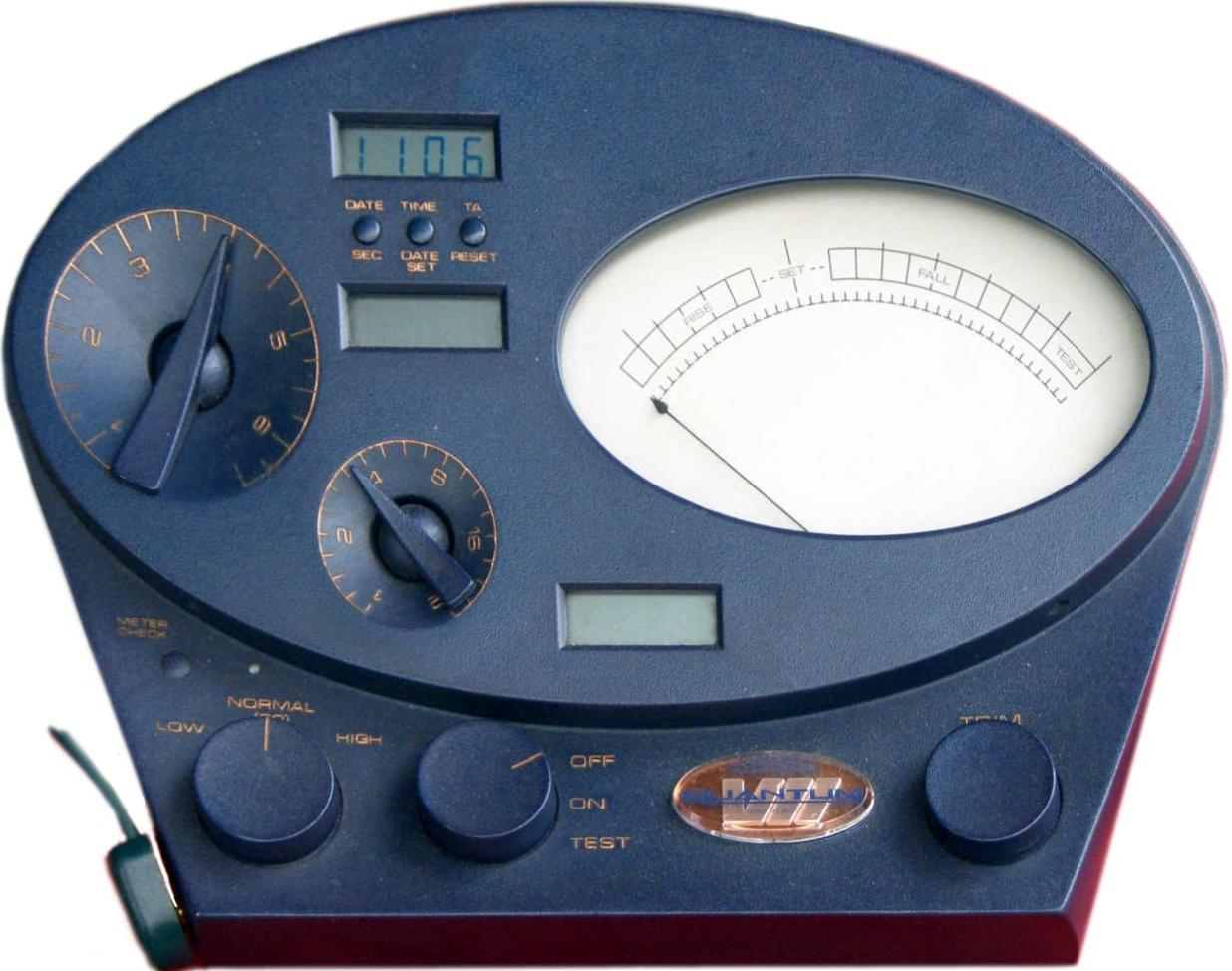
El E-Metro (en inglés E-Meter) es un dispositivo electrónico para mostrar la actividad electrodérmica (EDA) de un ser humano. El dispositivo se utiliza para las auditaciones en la cienciología y en grupos provenientes de esta.

La terapia de biorresonancia fue inventada en Alemania en 1977 por Franz Morell y su yerno, el ingeniero Erich Rasche.
Los primeros aparatos de biorresonancia fueron comercializados bajo la marca "MORA-Therapie". La palabra MORA es un acrónimo que está formado con la primera sílaba de sus apellidos: MOrell y RAsche.
Algunas de los dispositivos contienen un circuito electrónico que mide la resistencia a la piel, similar al E-meter o electropsicómetro usado por la cienciología; el mismo Franz Morell está vinculado a esta organización.
A cada enfermedad le correspondería un «desequilibrio biofísico-energético», y el tratamiento biorresonante consiste en volver al «equilibrio energético del organismo».[cita requerida]
El dispositivo, en «modo diagnóstico» registraría esas ondas y corrientes, lo que serviría para diagnosticar desde una alergia hasta un desarreglo hormonal. En «modo tratamiento» las señales eléctricas serían «normalizadas» como ondas opuestas por el instrumento y devueltas al organismo, que así se vería curado de su mal.

## Efectividad
Los proponentes de la moraterapia afirman que esta puede curar asma, artrosis e incluso cáncer.
Sin embargo, según una revisión de los artículos científicos publicados, ningún estudio ha mostrado resultados superiores en el grupo que recibió el tratamiento respecto al grupo que sirve de control, por lo que su eficacia es igual a la de un simple placebo y su coste más elevado.